# Hans Gunther Aach
Hans Gunther Aach (n. 2 octombrie 1919, Oldenburg, Germania – d. 4 decembrie 1999, Aachen, Germania) a fost un biolog german, profesor universitar la Aachen.
A realizat cercetări și lucrări asupra algaculturii, vernalizării și fotoperiodismului la plante, a mutațiilor virusurilor și a bacteriofagilor vegetalelor.